# Wilhelm von Efferen (Bischof)

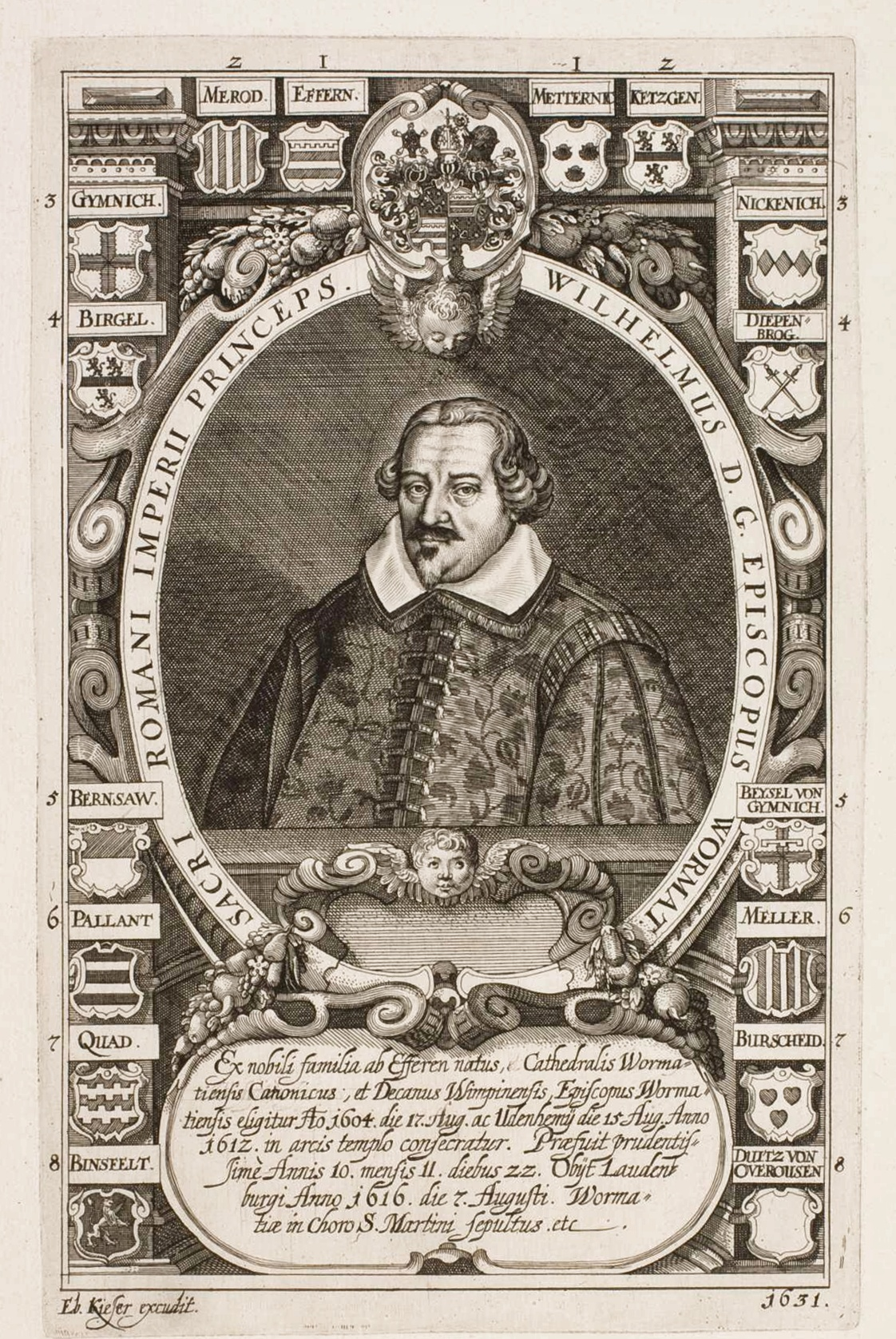
Bischof Wilhelm von Efferen

Wilhelm von Efferen, oft auch Effern, (* 1563; † 7. August 1616 in Ladenburg) war ein adeliger deutscher Kleriker und von 1604 bis 1616 Fürstbischof von Worms.

## Herkunft und Familie
Er entstammte der niederrheinischen Adelsfamilie von Efferen, die ihrerseits eine Linie des uralten Kölner Patriziergeschlechtes der Overstolzen bildete. 
Wilhelm von Efferen war der Sohn des gleichnamigen Vaters Wilhelm von Efferen, Hofmeister des Kölner Erzbischofs, und seiner zweiten Gattin, Anna von Metternich-Zievel. Hieronymus von Efferen († 1552) war ein Bruder des Vaters und jülicher Amtmann. Die beiden hatten Vinzenz von Efferen († 1518) und Johanna von Merode zu Schloßberg († 1532) als Eltern.

## Ausbildung und Laufbahn
Wilhelm von Efferen studierte unter anderem an der Universität Padua und war dort 1589 an der juristischen Fakultät immatrikuliert.   
Seine geistliche Laufbahn begann am Stift St. Cassius in Bonn, wo er 1579 als Kanoniker genannt wird und von 1596 bis 1598 als Scholaster amtierte. 1593 erschien er als Stiftsherr im zum Bistum Worms gehörenden Stift Wimpfen, 1594 als dortiger Dekan. 1597 wurde er durch päpstliche Provision Domizellar am Domstift Worms, später auch Domkapitular. Dort war sein Bruder Heinrich von Efferen († 1593) Kantor gewesen.

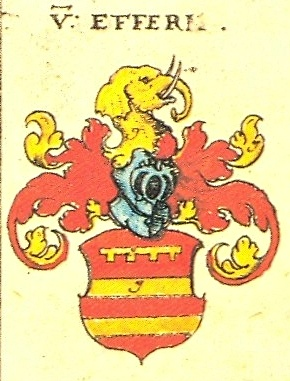
Wappen der Adelsfamilie von Efferen

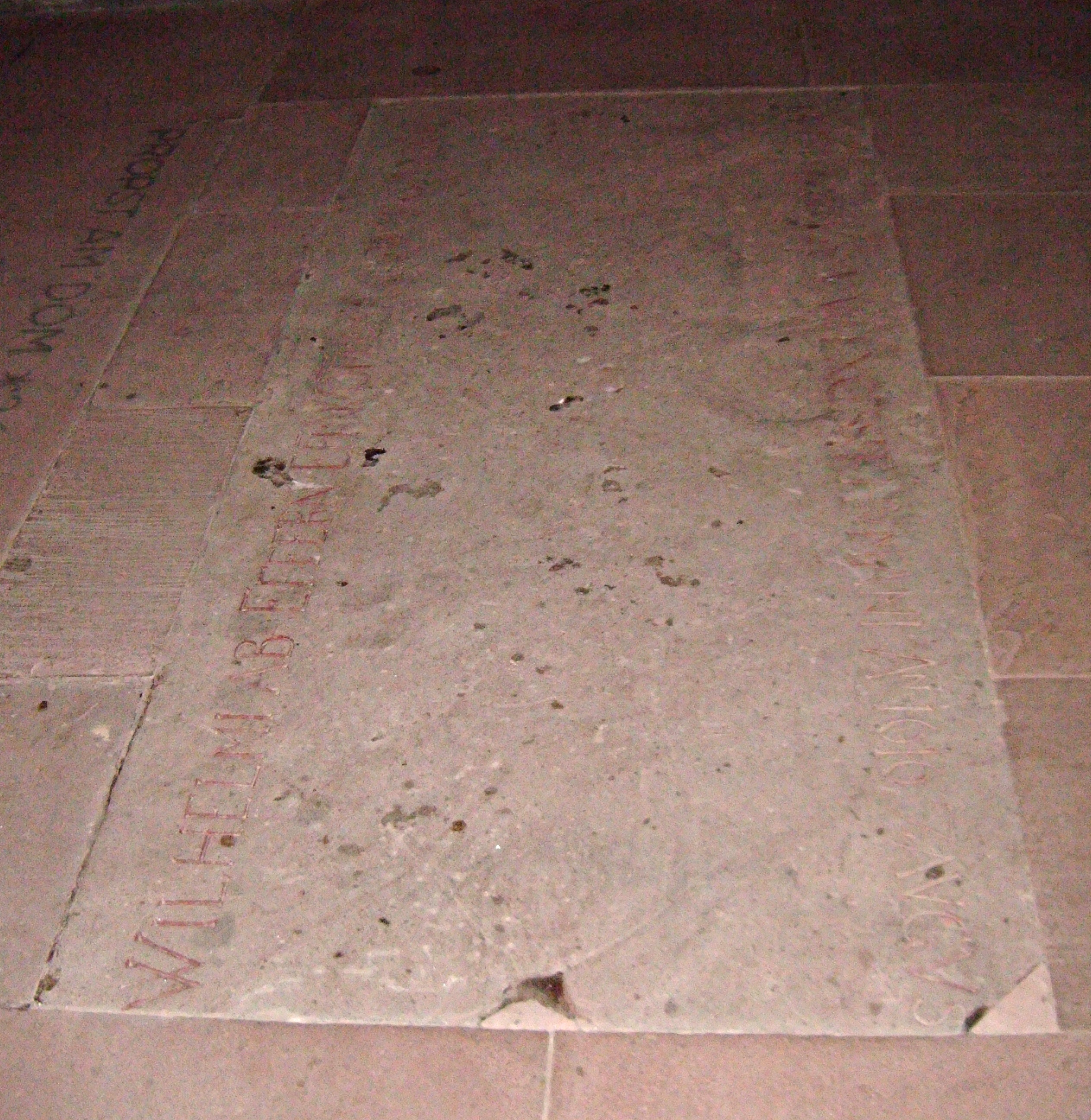
Grab des Bischofs im Wormser Dom

Am 17. August 1604 erfolgte die Wahl von Wilhelm von Efferen zum Bischof von Worms. Er verzichtete auf sein Bonner Kanonikat und seine Stellung als Wimpfener Stiftsdekan. In einem Schreiben an Papst Paul V. vom 24. Juni 1605 berichtete Bischof Wilhelm von dem schlimmen Zustand seiner Diözese, die verarmt, von den umliegenden Staaten bedroht und durch die Ereignisse der Reformation stark geschädigt sei. Er habe die Wahl deshalb nur schweren Herzens angenommen. Der Papst bestätigte Efferen am 12. September 1605 im Amt und erließ ihm wegen der der schlechten wirtschaftlichen Lage des Bistums die Konfirmationstaxe. 
1606 erhielt Wilhelm von Efferen die Priesterweihe, am 15. August 1612, in der Schlosskirche Udenheim, zusammen mit dem neuen Speyerer Bischof Philipp Christoph von Sötern, die Bischofsweihe. Die Konsekration vollzog der Mainzer Weihbischof Stephan Weber (1539–1622).

## Bischof
Die Regierung Efferens wurde überschattet durch ständige Auseinandersetzungen mit der Kurpfalz und der Stadt Worms, erstere reformiert, letztere lutherisch.

Gegen den heftigen Widerstand der Stadt berief Bischof Wilhelm von Efferen 1606 Jesuiten aus Speyer nach Worms. Die Gründung des Jesuitenkollegs war ein besonderes Anliegen des Bischofs, das er mit Entschlossenheit, gegen den lutherischen Stadtrat und das zögerlich lavierende Domkapitel durchsetze. 
1608 wurde der Wormser Bischofshof geplündert.
1615 kam es zu einem Pogrom gegen die jüdischen Einwohner von Worms, das im Wesentlichen von der zünftigen Handwerkerschaft getragen und verübt wurde. Sowohl Bischof Wilhelm als auch die patrizische Führungsschicht der Stadt waren dagegen, konnten sich aber gegen den städtischen Mob nicht durchsetzen.

## Tod
Wilhelm von Efferen verstarb am 7. August 1616 in seiner Residenz Ladenburg und wurde im nördlichen Querschiff des Wormser Domes, vor dem von ihm gestifteten Martinsaltar, beigesetzt.